# Adolph Knigge

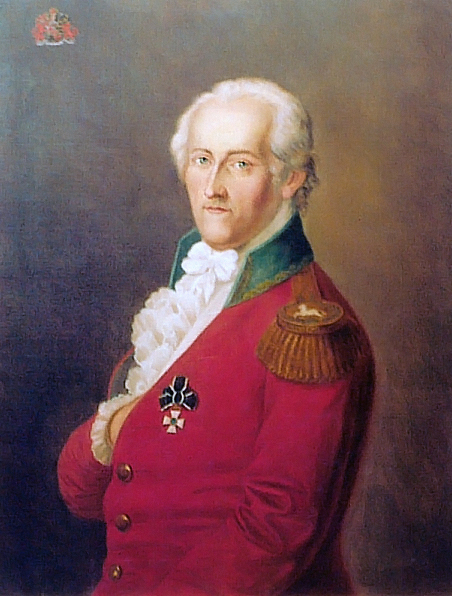
Adolph Knigge

Adolph Franz Friedrich Ludwig Freiherr Knigge (1752 - 1796) was een Duitse schrijver en vrijmetselaar.
Knigges belangrijkste werk is het in 1788 verschenen etiquetteboek Über den Umgang mit Menschen. Tegenwoordig wordt de naam Knigge in Duitsland algemeen gebruikt als het gaat om etiquette.

## Vrijmetselarij
Knigge trad in 1773 toe tot de Souveräner Großorient von Deutschland. Vanwege de beperkte financiële middelen, slaagde hij er echter niet in om toe te treden tot in de leiderschapscirkel van de elitaire Orde. In Kassel, was Knigge opgenomen in de vrijmetselaarsloge "de gekroonde leeuwen". In Hanau was hij lid van de loge "Wilhelmine Caroline". Als een Eques cygno (Latijn: zwanenridder), correspondeerde hij met de leiders van de Rozenkruisers. In dienst van de vrijmetselarij, was hij veel op reis.

## Illuminati
In 1780 sloot Knigge zich aan bij de Illuminati. In 1783 kreeg hij echter onenigheid met Illuminati-oprichter Adam Weishaupt, waarna hij in 1784 de Illuminati verliet. Knigge beschuldigde Weishaupt van jezuïtisme.

## Composities
- Konzert für Fagott, Streicher und Basso continuo F-Dur, 1776
- Sechs Sonaten für Klavier, 1781
- Twee pianoliederen: Der stille Abend kömmt herbei en Ergreift das Werk, ihr guten Kinder, 1785/86